# 1757
1757 (MDCCLVII) je bilo navadno leto, ki se je po gregorijanskem koledarju začelo na soboto, po 11 dni počasnejšem julijanskem koledarju pa na sredo.

## Rojstva
- 5. junij - Pierre Jean George Cabanis, francoski fiziolog in filozof († 1808)
- 9. oktober - Karel X., francoski kralj († 1836)
- 21. oktober - Pierre François Charles Augereau,  maršal Francoskega cesarstva († 1816)
- 26. oktober - Karl Leonhard Reinhold, avstrijski filozof († 1823)
- 13. november - Archibald Alison, škotski nabožni pisatelj in filozof († 1839)
- 15. november - Jacques René Hébert, francoski revolucionar († 1794)
- 28. november - William Blake, angleški pesnik, slikar, grafik († 1827)

## Smrti
- 9. januar - Bernard le Bovier de Fontenelle, francoski pisatelj (* 1657)
- 28. avgust - David Hartley, angleški filozof in psiholog (* 1705)
- 30. oktober - Osman III., sultan Osmanskega cesarstva (* 1699)

Neznan datum
- Bulleh Shah, indijski ali pakistanski sufi in pesnik (* 1680)
- Hori Keizan, japonski filolog (* 1688)